# Fäbodmossens naturreservat
Fäbodmossen är ett naturreservat i Uppsala kommun, 5 km väster om Jumkils kyrka och cirka 20 km nordväst om Uppsala. Carl von Linné sägs ha använt området vid sina exkursioner[källa behövs] I områdets norra del går vandringsleden Linnéstigen.
Naturreservatet ingår som en del i Sveriges tentativa världsarv (i en prövningsprocess) Systematiska biologins framväxt.